# Deportes ecuestres en los Juegos Olímpicos de París 2024
Los deportes ecuestres en los Juegos Olímpicos de París 2024 se realizaron en las instalaciones del Palacio de Versalles, ubicado en la localidad homónima, del 27 de julio al 6 de agosto de 2024.
En total fueron disputadas en este deporte 6 pruebas diferentes, todas abiertas a ambos géneros. El programa de competiciones se mantuvo como en la edición anterior.

## Clasificación
Participaron en total 200 jinetes de diferentes comités olímpicos nacionales pertenecientes a la Federación Ecuestre Internacional, repartidos de la siguiente forma: 60 en doma, 75 en salto y 65 en el concurso completo.

## Calendario
| C | Clasificación | F | Finales |

| Fecha→ Prueba ↓               | 27 Sáb | 28 Dom | 29 Lun | 30 Mar | 31 Mié | 01 Jue | 02 Vie | 03 Sáb | 04 Dom | 05 Lun | 06 Mar |
| ----------------------------- | ------ | ------ | ------ | ------ | ------ | ------ | ------ | ------ | ------ | ------ | ------ |
| Doma individual               |        |        |        | C      | C      |        |        |        | ●      |        |        |
| Doma por equipo               |        |        |        | C      | C      |        |        | ●      |        |        |        |
| Saltos individual             |        |        |        |        |        |        |        |        |        | C      | ●      |
| Saltos por equipo             |        |        |        |        |        | C      | ●      |        |        |        |        |
| Concurso completo individual  | C      | C      | ●      |        |        |        |        |        |        |        |        |
| Concurso completo por equipos | C      | C      | ●      |        |        |        |        |        |        |        |        |

## Medallistas
| Evento                                      | Oro | Plata | Bronce |
| ------------------------------------------- | --- | --- | --- |
| Doma individual (4 de agosto)               | Jessica von Bredow-Werndl · (TSF Dalera BB) · Alemania · 90,093 pts.                                                            | Isabell Werth · (Wendy) · Alemania · 89,614 pts.                                                                                     | Charlotte Fry · (Glamourdale) · Reino Unido · 88,971 pts.                                                                   |
| Doma por equipos (3 de agosto)              | Alemania · Frederic Wandres · (Bluetooth Old) · Isabell Werth · (Wendy) · Jessica von Bredow-Werndl · (TSF Dalera BB) · 235,790 | Dinamarca · Daniel Bachmann Andersen · (Vayron) · Nanna Skodborg Merrald · (Zepter) · Cathrine Dufour · (Freestyle) · 235,669        | Reino Unido · Becky Moody · (Jagerbomb) · Carl Hester · (Fame) · Charlotte Fry · (Glamourdale) · 232,492                    |
| Saltos individual (6 de agosto)             | Christian Kukuk · (Checker 47) · Alemania · 0                                                                                   | Steve Guerdat · (Dynamix de Belheme) · Suiza · 4 (38,38)                                                                             | Maikel van der Vleuten · (Beauville Z) · Países Bajos · 4 (39,12)                                                           |
| Saltos por equipos (2 de agosto)            | Reino Unido · Benjamin Maher · (Dallas Vegas Batilly) · Harry Charles · (Romeo 88) · Scott Brash · (JefferFueron) · 2           | Estados Unidos · Laura Kraut · (Baloutinue) · Karl Cook · (Caracole de la Roque) · McLain Ward · (Ilex) · 4                          | Francia · Simon Delestre · (I Amelusina) · Olivier Perreau · (Dorai D'Aiguilly) · Julien Épaillard · ( Dubai du Cedre) · 7  |
| Concurso completo individual (29 de julio)  | Michael Jung · (Chipmunk Frh) · Alemania · 21,80                                                                                | Christopher Burton · (Shadow Man) · Australia · 22,40                                                                                | Laura Collett · (London 52) · Reino Unido · 23,10                                                                           |
| Concurso completo por equipos (29 de julio) | Reino Unido · Rosalind Canter · (Lordships Graffalo) · Tom McEwen · (JL Dublin) · Laura Collett · (London 52) · 91,30           | Francia · Nicolas Touzaint · (Diabolo Menthe) · Karim Laghouag · (Triton Fontaine) · Stephane Landois · (Chaman Dumontceau) · 103,60 | Japón · Toshiyuki Tanaka · (JefferFueron) · Kazuma Tomoto · (Vinci de la Vigne) · Yoshiaki Oiwa · (Grafton Street) · 115,80 |

## Medallero
| Núm. | País           | Oro | Plata | Bronce | Total |
| ---- | -------------- | --- | ----- | ------ | ----- |
| 1    | Alemania       | 4   | 1     | 0      | 5     |
| 2    | Reino Unido    | 2   | 0     | 3      | 5     |
| 3    | Francia        | 0   | 1     | 1      | 2     |
| 4    | Australia      | 0   | 1     | 0      | 1     |
| 4    | Dinamarca      | 0   | 1     | 0      | 1     |
| 4    | Estados Unidos | 0   | 1     | 0      | 1     |
| 4    | Suiza          | 0   | 1     | 0      | 1     |
| 8    | Japón          | 0   | 0     | 1      | 1     |
| 8    | Países Bajos   | 0   | 0     | 1      | 1     |
|      | TOTAL          | 6   | 6     | 6      | 18    |